# توبی الدرویرلد
توبیاس آلبرتین مائوریتس الدرویرلد (هلندی: Tobias Albertine Maurits Alderweireld؛ زادهٔ ۲ مارس ۱۹۸۹) بازیکن فوتبال اهل بلژیک و عضو تیم ملی بلژیک است که در تاریخ ۲۹ مه ۲۰۰۹ میلادی اولین بازی ملی‌اش را مقابل تیم ملی شیلی انجام داد. او همچنین موفق شد بعد از پیوستن به تیم تاتنهام هاتسپر در سال ۲۰۱۵، در تیم منتخب فصل‌های ۲۰۱۵/۱۶ و ۲۰۱۷/۱۸ لیگ برتر انگلیس قرار بگیرد.